# Karl Hoffmann
Karl Hoffmann, född 7 december 1823 i Stettin, död 11 maj 1859 i Puntarenas, Costa Rica, var en tysk läkare och naturforskare.
Hoffmann studerade vid Berlins Universitet. 1853 flyttade han tillsammans med naturforskaren Alexander von Frantzius till Costa Rica för att samla okända livsformer. Under William Walkers anfall 1856 gjorde Hoffmann tjänst i Costa Ricas armé. Han dog i tyfoidfeber 1859.
Hoffmann hedrades genom att flera djurarter blev uppkallade efter honom, bland andra:
- Hoffmanns tvåtåiga sengångare, Choloepus hoffmanni
- Hackspetten Melanerpes hoffmannii
- Papegojan Pyrrhura hoffmanni